# Dwejra Bay
Die Dwejra Bay (maltesisch Qala tad-Dwejra) ist eine Meeresbucht an der Westküste der zu Malta gehörenden Insel Gozo. Den Abschluss der Bucht bildet die Felseninsel Fungus Rock.